# まさや・ばんばん しぼりたて生!
まさや・ばんばん　しぼりたて生！（まさやばんばんしぼりたてなま）とは、超!放送局で配信されていたインターネットラジオ番組。
放送開始は2006年10月19日。第16回からタイトルが「まさや・ばんばん しぼりたて生!」から「まさや・ばんばん しぼりたて熊!」へ変更となったが、2007年5月10日から元に戻った。2007年7月19日、第39回にて終了した。

## パーソナリティ
- 小野坂昌也（声優）
- 板東愛（声優）

## 放送時間
- 木曜日 23:00～25:00ぐらい 生放送（愛の小部屋は22:45ぐらいから開始）

## コーナー
- 愛の小部屋
- タイトルコール言いませんか?
- しぼ生ホットニュース
- 教えて小野坂教授
- 小野坂プロデュース
- 板東愛の今週もおいしく頂きました
- お夜食万歳
- 愛ダイアリー
- 小野坂物流センター
- 板東愛ハイパー計画コードネームピーチャン
- ロデオガール
- ロデオガール2
- 板東脳トレ
- 超!アニインフォメーション
- ビューティフルダイアリー
- ひぐまカンタービレ

## ゲスト
- 第06回  unMOMENT
- 第14回 Q ENTERTAINMENT（世永玲生、市川清大）
- 第27回 名塚佳織
- 第32回  寺島拓篤・鈴木智晴
- 第34回  伊藤静